# La Ligne
Pour les articles homonymes, voir Ligne et Ligne  (homonymie).
Pour plus de détails, voir Fiche technique et Distribution.
La Ligne est un film helvético-franco-belge réalisé par Ursula Meier en 2021 et sorti en 2022.
Il est présenté en avant-première à la Berlinale 2022, puis sort en salles début 2023. 

## Synopsis
Le film est « une histoire de famille construite autour d'une violence au féminin  ». 
Margaret se dispute violemment avec sa mère, Christina. La scène de la dispute est au ralenti, avec en musique de fond le Nisi Dominus d'Antonio Vivaldi. Cette dernière est hospitalisée et perd l’ouïe d'une oreille. Elle se retrouve donc incapable d'exercer sa profession de professeure de piano et décide de vendre son instrument. Arrêtée puis condamnée, Margaret n'a plus le droit d'être à moins de 100 mètres de sa mère pendant une période de 3 mois. Elle est accueillie chez son ami Julien. 
Elle qui vivait de petits boulots non déclarés, chez des voisins pas toujours situés au-delà de 100 mètres de la maison de sa mère, doit y renoncer. Elle se fait embaucher comme surveillante dans le parking d'un centre commercial et peut voir parfois sa mère, son nouveau compagnon Hervé et sa jeune sœur Marion sur les écrans des caméras de surveillance.  
Louise, la deuxième sœur de Margaret, est enceinte de jumelles. Elle et Marion essaient tant bien que mal d'apaiser la situation. Christina supporte mal la perte partielle de son audition. Plus jeune, elle avait espéré faire une carrière de pianiste de concert et elle estime que c'est la naissance de Margaret qui l'en a empêché. Elle tient de longs monologues et s'avère être une mère plutôt toxique.      
Pour s'assurer que Margaret respecte bien la limite des 100 mètres, Marion décide de la matérialiser en traçant une ligne à la peinture bleue.  
Margaret continue à pratiquer la musique, à jouer de la guitare et à composer des chansons. Elle donne régulièrement des leçons de chant à Marion sur la « ligne ». Elle passe de fait beaucoup de temps sur cette ligne, bien visible depuis l'intérieur de la maison.    
Marion supporte de plus en plus mal la tension au sein de la famille et se réfugie dans la religion, priant de façon ostentatoire.     
Le soir de Noël, tout le monde se réunit chez Christina, sauf Margaret qui est toujours indésirable. Les jumelles de Louise sont nées. Margaret est comme à l'accoutumée « sur la ligne », et Marion, puis Louise viennent lui rendre visite. Mais Christina refuse de faire une « trêve de Noël », avant de se laisser brièvement fléchir par ses filles.     
Après Noël, Margaret disparaît. Elle n'est plus présente tous les jours sur la ligne et personne ne sait plus où elle se trouve. Marion, extrêmement angoissée, pense qu'il lui est arrivé malheur. Margaret finit par réapparaître et donne un concert. Le public lui réserve un bon accueil.     
Les trois mois sont passés et Margaret, apparemment calmée, peut à nouveau rendre visite à sa mère.

## Fiche technique
- Titre original : La Ligne
- Réalisation : Ursula Meier

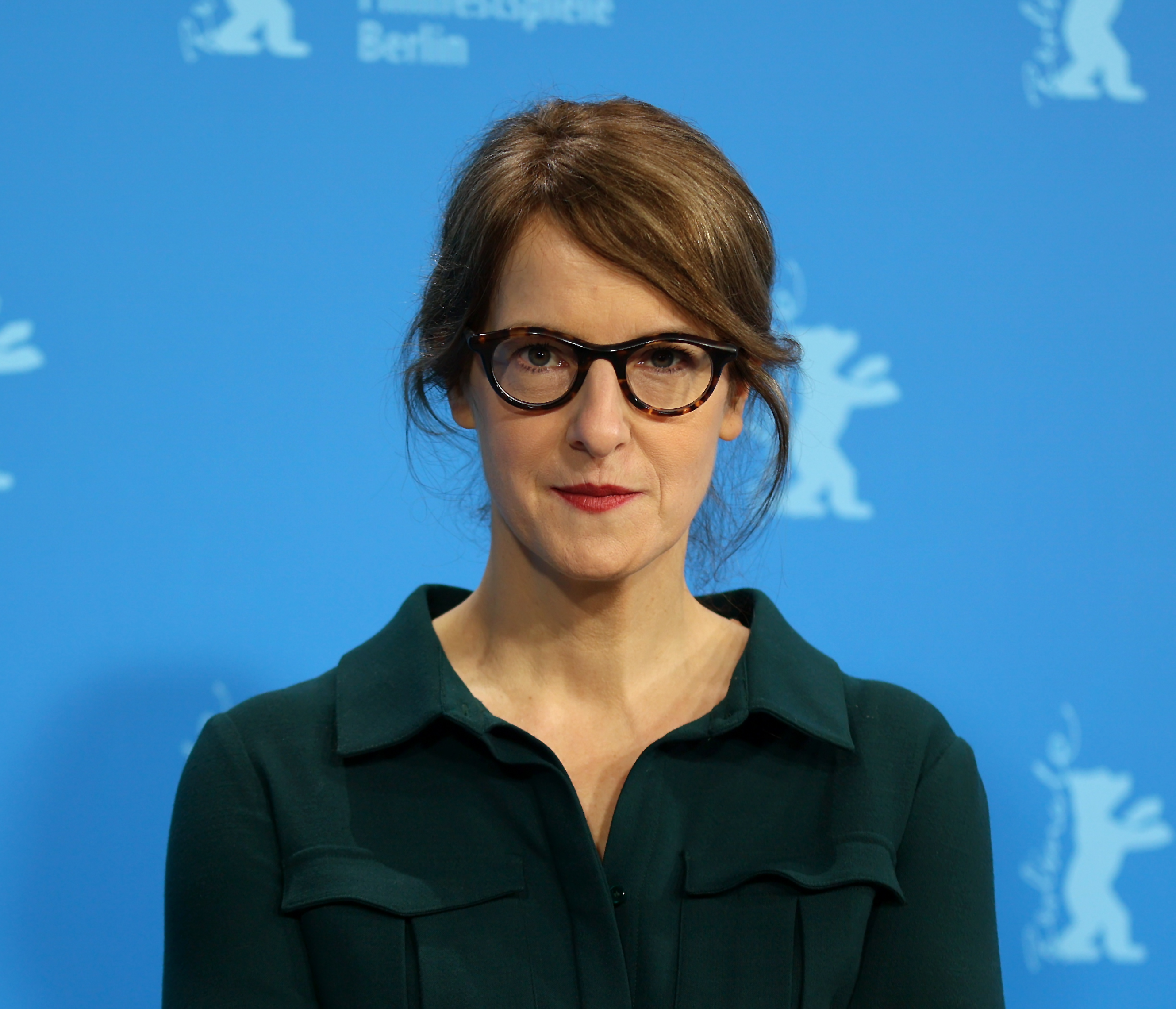
Ursula Meier, à la Berlinale 2022.

- Scénario : Ursula Meier, Stéphanie Blanchoud et Antoine Jaccoud
- Photographie : Agnès Godard
- Montage : Nelly Quettier
- Musique : n/a
- Production : 
  - Producteurs : Pauline Gygax, Max Karli
  - Coproducteurs : Jean-Pierre et Luc Dardenne, Marie-Ange Luciani, Olivier Père et Delphine Tomson
  - Producteur associé : Philippe Logie
  - Producteur délégué : Nicolas Zen-Ruffinen
- Pays de production :  Belgique,  Suisse,  France
- Langue originale : français
- Format : couleur
- Genre : drame
- Durée : 101 minutes
- Dates de sortie :    
  - Allemagne : 11 février 2022 (Berlinale)
  - France : 11 janvier 2023 (en salles)
  - Belgique : 1er février 2023 (en salles)
  - Suisse romande : 11 janvier 2023

## Distribution

Acteurs lors de la présentation du film à la Berlinale 2022
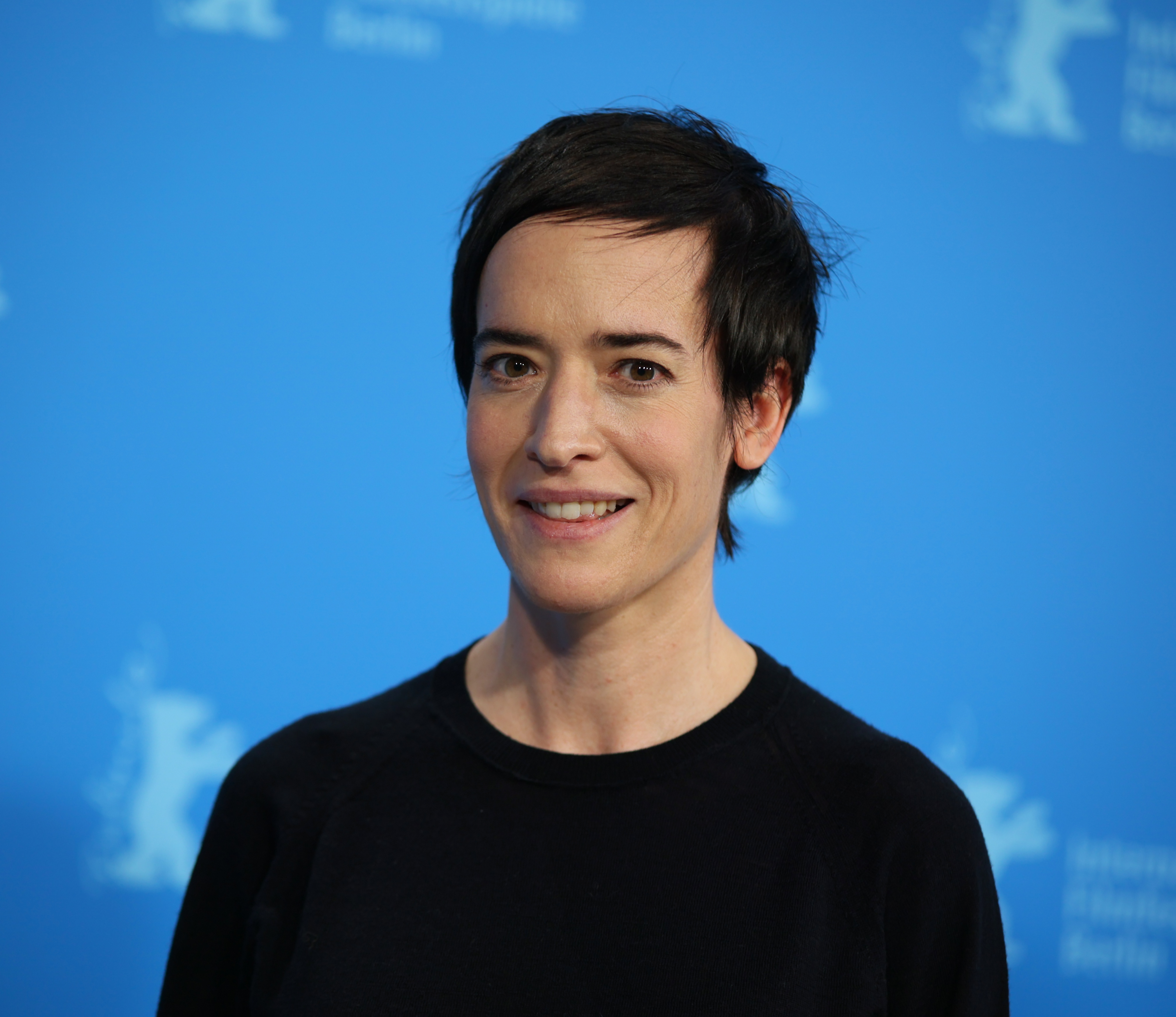
Stéphanie Blanchoud.
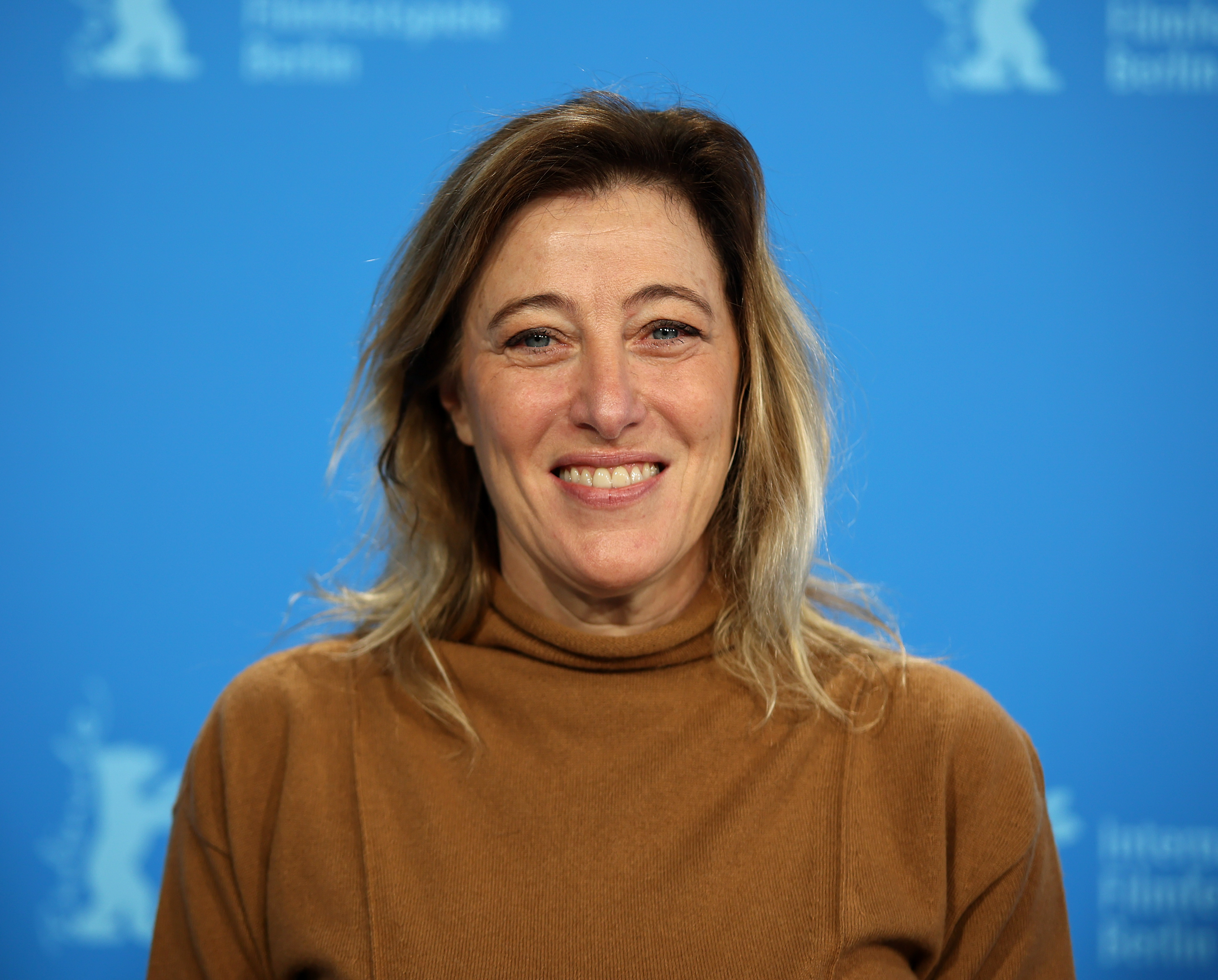
Valeria Bruni Tedeschi.
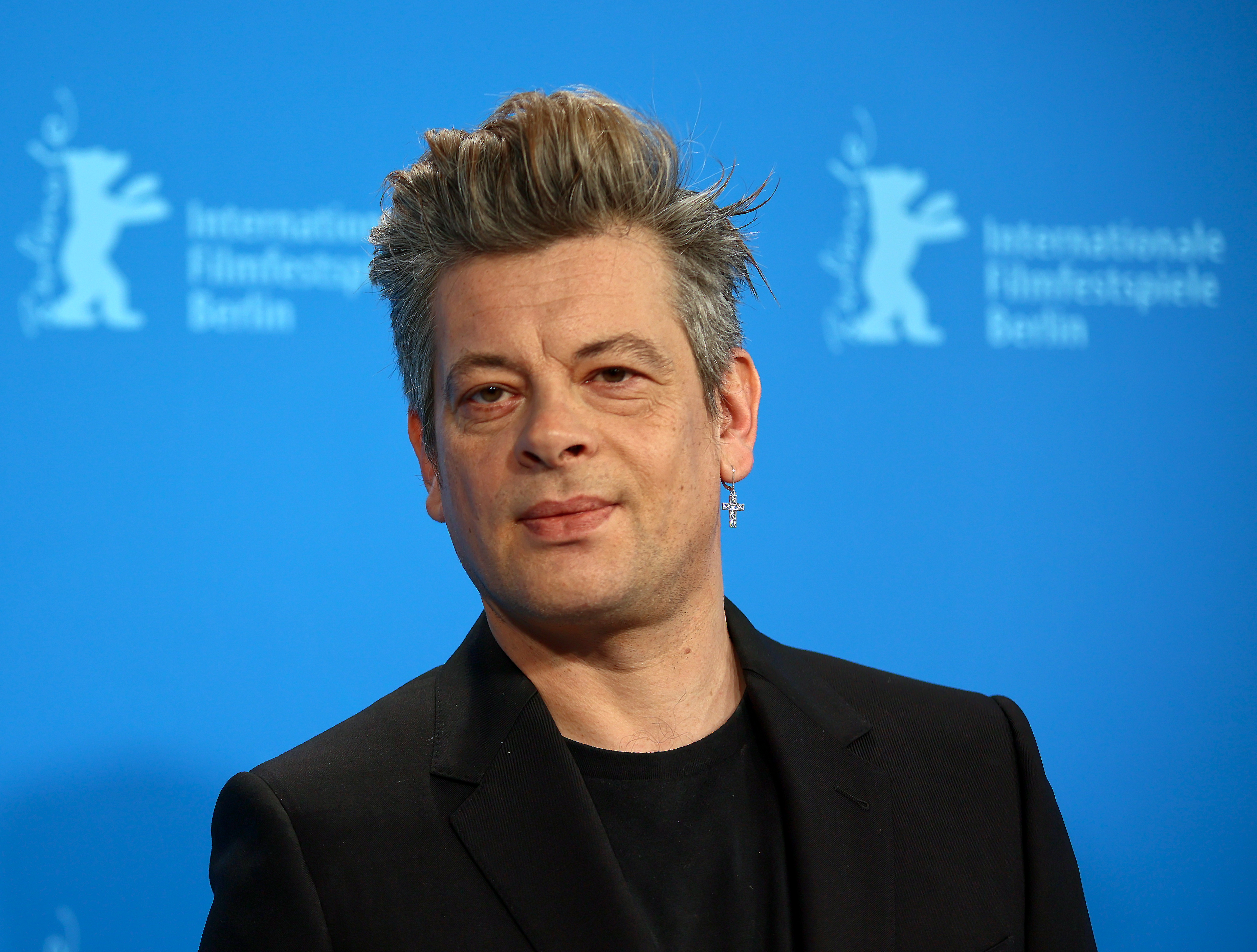
Benjamin Biolay.
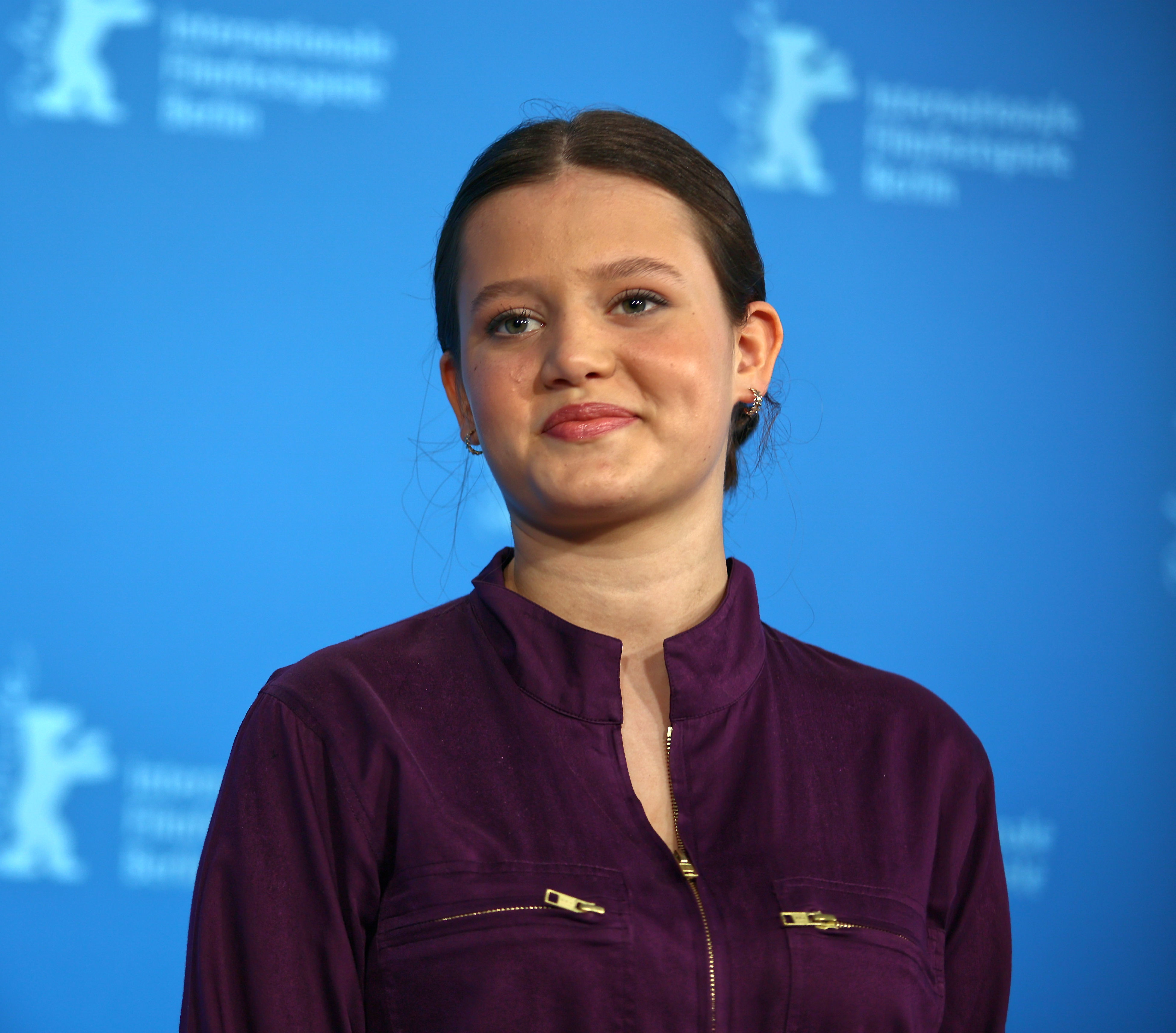
Elli Spagnolo.
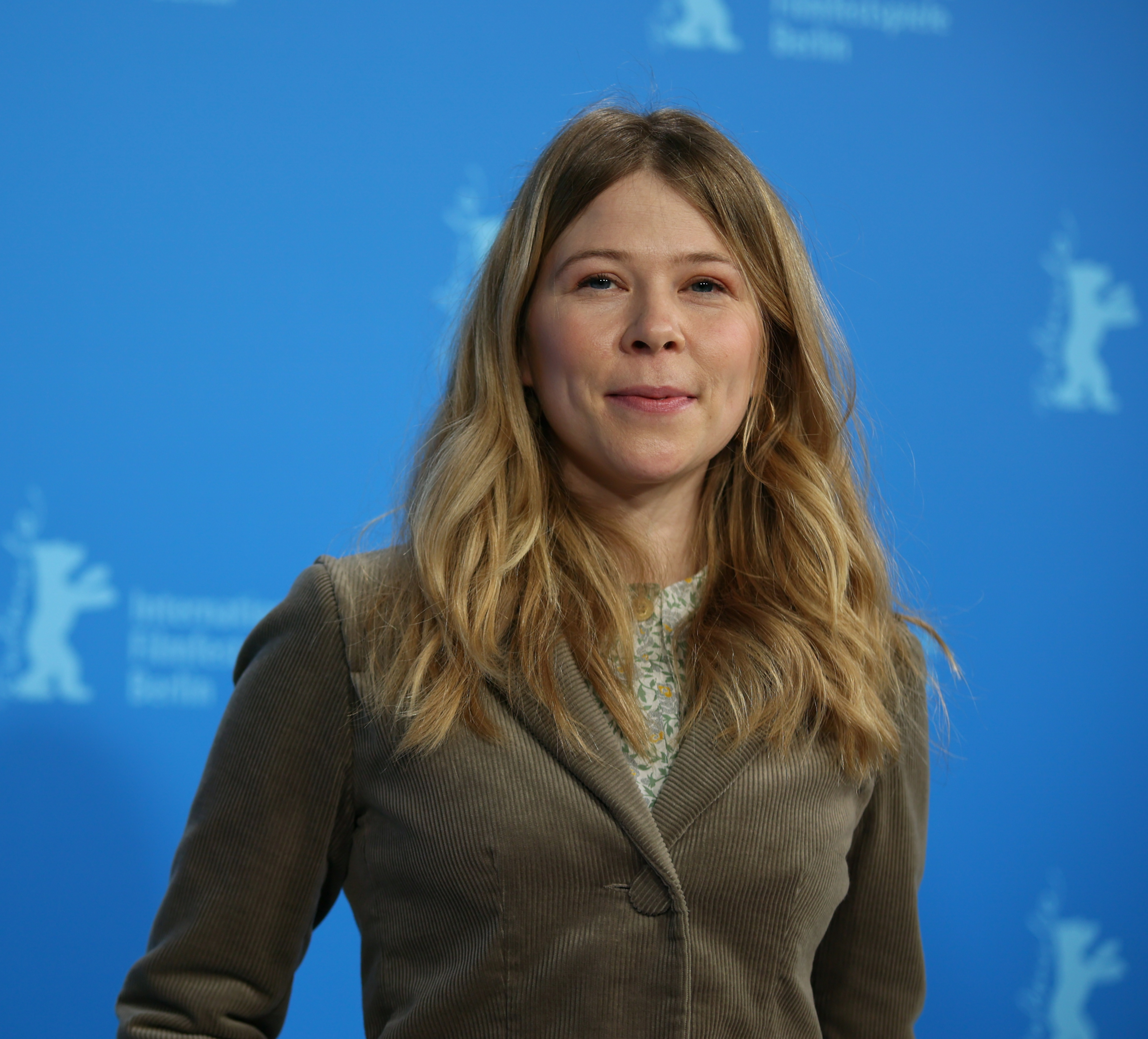
India Hair.

- Stéphanie Blanchoud : Margaret
- Valeria Bruni Tedeschi : Christina
- Dali Benssalah : Hervé
- Benjamin Biolay : Julien
- India Hair : Louise
- Elli Spagnolo : Marion
- Eric Ruf : Serge
- Jean-François Stévenin : pêcheur
- Thomas Wiesel : Claudio
- Louis Gence : Youri

## Production

### Tournage
Le film est tourné entre janvier et mars 2021 au Bouveret, dans le canton du Valais, au bord du canal Stockalper. En pleine période de pandémie de Covid-19, le tournage s'accompagne de mesures sanitaires très strictes.  

## Accueil

### Accueil critique
En France, le site Allociné propose une moyenne de 3,4⁄5, fondée sur 22 critiques de presse. 

## Distinction

### Sélection
- Berlinale 2022 : sélection officielle, en compétition

### Récompenses
Prix du cinéma suisse Quartz 2023 :
- Meilleur scénario pour Stéphanie Blanchoud, Ursula Meier et Antoine Jaccoud
- Meilleure actrice : Stéphanie Blanchoud
- Meilleure actrice dans un second rôle : Elli Spagnolo